# Per Lysander
Per Anders Lysander, född 8 augusti 1944 i Sollefteå, är en svensk teaterman, rektor samt professor i dramatik och dramaturgi.
Per Lysander var redaktör för tidningen Lundagård år 1970–1971. Han var redaktör för tidskriften Ord&Bild från 1972 och arbetade därefter som dramaturg och dramatiker på Unga Klara tillsammans med Suzanne Osten från teaterns start 1975. Lysander var chef för Radioteatern 1984–1988 och för Göteborgs stadsteater 1989–1992. Han kom till Svenska Filminstitutet till den nyinrättade tjänsten som filmkonsulent och utnämndes därefter till rektor vid Dramatiska Institutet.

Som chef på Göteborgs stadsteater genomförde Lysander bland annat den nordiska premiären av Nicholas Nickleby, en av de mest omfattande teaterproduktionerna i landet.

## Manus (i urval)
- 1975 – Medeas barn (med Suzanne Osten) efter Euripides
- 1977 – Prins sorgfri (med Suzanne Osten) efter Eva Wigström
- 1978 – Barnen från Frostmofjället (med Suzanne Osten) efter Laura Fitinghoff
- 1993 – Macklean (med Ragnar Lyth)
- 1994 – Greven av Monte Christo efter Alexandre Dumas den äldre